# Sirena de Powiśle

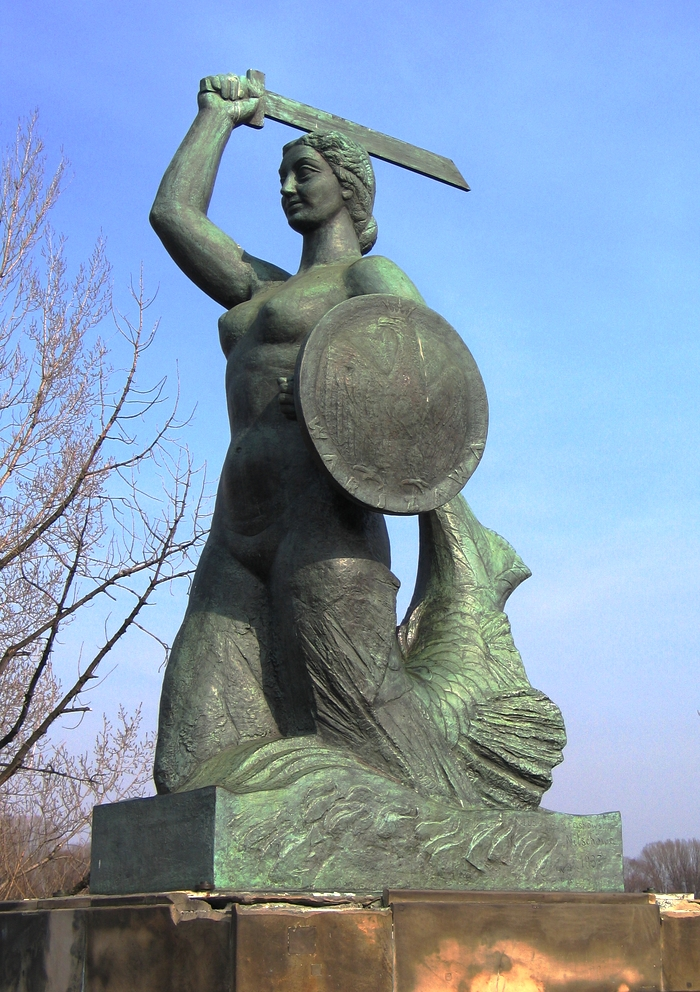
Monumento de la Sirena en Powiśle.

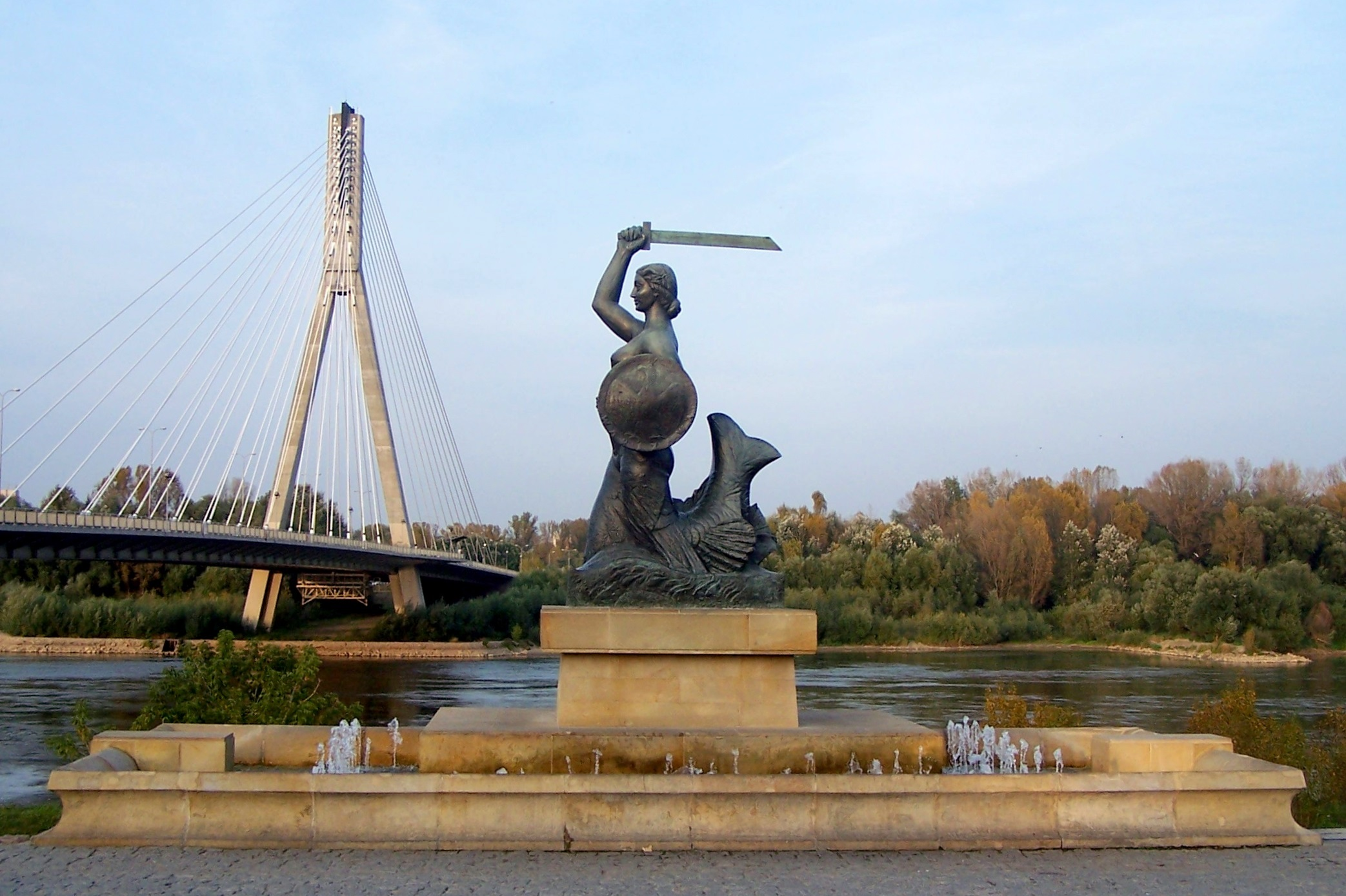
Vista general del monumento de la Sirena

El monumento de la Sirena en Powiśle está situado junto al río Vístula, al lado del puente Świętokrzyski.
La autora de este monumento es Ludwika Nitschowa. Este es el último monumento en Varsovia que fue levantado antes de la Segunda Guerra Mundial. Está realizado en bronce  e incluyendo el pedestal tiene 4,5 metros de altura.
La sirena está en un pedestal de arenisca rodeado por fuentes. Está situada en paralelo a la corriente del río. Su mano derecha, con una espada, está levantada y la mano izquierda porta un escudo abombado en el que aparece un águila con corona y la inscripción "Varsovia".
La idea del monumento fue una iniciativa del Presidente de Varsovia Stefan Starzyński en 1936. Ludwika Nitschowa ganó el concurso convocado al afecto con un primer proyecto que proponía una escultura de 20 metros, de cristal verde y que estaría situada en un pilar en el centro de la corriente del río. Una serie de focos dentro del monumento deberían iluminarlo durante la noche y además el monumento podría indicar el nivel del agua del río. Por motivos económicos, se optó por una versión más barata: una escultura rodeada por peces y gaviotas en un pedestal en una pequeña balsa fuente.
Ludwika Nitschowa trabajaba en una sala de calderas fuera de servicio en la Estación de Filtros. En este lugar creó una sirena con la cara de Krystyna Krahelska una poeta y estudiante de etnografía en la Universidad de Varsovia que en aquel entonces tenía 23 años.
El proyecto acabado fue presentado en 1937 en el Primer Salón Nacional de Escultura donde no recibió buenas críticas. A pesar de esto, a los ciudadanos de Varsovia les gustó. El monumento fue hecho en la fundición Bracia Łopieńscy (Hermanos Łopieńscy) en 1938. La inauguración tuvo lugar el 29 de junio de 1939 de la mano del propio Stefan Starzyński. La ceremonia fue modesta debido a las conversaciones polaco-alemanas que se estaban manteniendo en esas fechas.
La Sirena es uno de los poco numerosos monumentos de Varsovia que sobrevivió a la Segunda Guerra Mundial casi sin deterioro. En 1949, sin necesidad de quitar el monumento de su pedestal, le rellenaron 35 agujeros de bala y lo limpiaron. En 1966 el pedestal fue también renovado así como la fuente pues se rompía frecuentemente.
En los años 80 del mismo siglo tuvo lugar una renovación total. La Sirena fue limpiada de suciedad y corrosión, también la arenisca del zócalo fue protegida. La fuente fue desmontada porque no había suficiente agua en los tubos para llenar la balsa de la fuente.
En 2005 se realizó una nueva renovación que abarcó el zócalo, la limpieza del monumento y la inauguración de la nueva fuente, controlada esta vez por un ordenador. También el entorno del monumento fue reordenado: se formó una pequeña plaza con bancos y farolas, con rosales rodeando la plaza. Los arbustos y árboles fueron podados y gracias a esto el fondo del monumento lo constituyen el puente Świętokrzyski y el río Vístula. El coste de esta renovación fue de 600.000PLN.
En la plaza junto a la Sirena, el 8 de noviembre de 2006 fue colocada una placa que conmemora el acto de entrega a Varsovia de la Orden Plateada Virtuti Militari. La ciudad fue condecorada por el General Władysław Sikorski por su defensa durante la invasión de Polonia de 1939.
Durante el tiempo de la construcción de la estación de metro la placa fue trasladada al parque de Rydz-Śmigły.